# ジョー・プラ
ジョー・プラは、2006年5月20日、愛媛県松山市にオープンした商業施設。食品・日用品スーパー、衣料品店、家電量販店、ドラッグストアなどが入っており建物全体では大型スーパーに匹敵する機能を持つ。

## 施設概要
地下1階、地上7階建てである。3階の一部と4～7階は駐車場となっている。(3階と4階以上で通路が分岐している為、3階が満車だった場合一度外に出て入り直さなければならない。)
元々は、1979年に開業、2005年11月30日に閉店となった、ダイエー南松山店だった（過去に存在した中国地区・四国地区のダイエーの店舗#愛媛県に参照）。ダイエー撤退に当たっての店舗の売却先の選定では、外資系会社も含めた数社が名乗りを挙げた。結果、地元のパチンコチェーン店「天国グループ」（有限会社善）と地元の建設業ジョー・コーポレーションが共同で店舗を取得した。実際の店舗運営はジョー・コーポレーションが行っていたが現在は有限会社善のグループ会社株式会社誠友が行なっている。

## 主なテナント
| 階   | フロア概要                                           |
| ---- | ---------------------------------------------------- |
| 4-7F | 駐車場                                               |
| 3F   | エディオン・駐車場                                   |
| 2F   | しまむら・らんらんらんど・手芸センタードリーム       |
| 1F   | ママイ「フレッシュバリューラヴィ」・ダイソー・セガミ |

## 周辺
- イオンスタイル松山
- 業務スーパー松山中央店
- 洋服の青山松山店
- アプライド松山店
- レデイ薬局天山店
- 伊予銀行石井支店
- 南松山病院
- 日本年金機構松山東年金事務所

## アクセス
- 最寄り駅
  - 伊予鉄道横河原線いよ立花駅から徒歩約11分。
- 最寄りバス停
  - 伊予鉄バス「朝生田町一丁目バス停」で下車して徒歩約1分。
  - ◦伊予鉄バス「天山変電所西バス停」で下車して徒歩約4分。